# SURCAL 1A
SURCAL 1A – kalibracja [urządzeń] wywiadowczych (ang. Surveilance Calibration) – amerykański wojskowy satelita technologiczny. Stanowił wspólne przedsięwzięcie US Air Force i US Navy. Wysłany wraz z 4 innymi satelitami: Calsphere 1, Injun 3, Black Sphere, SURCAL 2A.

## Nieudana próba
Pierwsza próba wysłania satelity SURCAL, oznaczonego jako SURCAL 1, nie powiodła się. Ważący 98,5 kg statek uległ zniszczeniu wraz z rakietą nośną Thor Able Star, która wystartowała 24 stycznia 1962 z Cape Canaveral Air Force Station i nie osiągnęła orbity.